# Молодость без старости
«Молодость без старости» — фильм-сказка румынского режиссёра Элизабеты Бостан, снятый в 1968 году. Автор повести «Молодость без старости и жизнь без смерти» Петре Испиреску в титрах не обозначен. Комбинированные съёмки проводились на киностудии «Мосфильм». В советском прокате фильм транслировался с дубляжем киностудии имени Довженко.

## Сюжет
Добрый молодец отправляется в дорогу, чтобы попасть в царство вечной молодости. Однако страж ворот сообщает ему, что для того, чтобы попасть сюда, надо выполнить три задания царевны. Первое из них — добыть золотой колос доброты, который хранится у Бабы Яги. Юноше удаётся это сделать, призвав на помощь царицу птиц. Её перо превращается во флейту, слыша звуки которой Баба Яга пускается в пляс, что позволяет колосу вырваться из ящика.
Следующее задание — достать золотое яблоко истины из подземного царства. Для этого сперва необходимо добыть золотое кольцо с пальца царя лгунов. Здесь юноша встречает своего старого врага, который оказывается сыном правителя. После битвы с ним и другими лгунами юноша попадает в подземное царство.
После выполнения этого задания его пускают в тронный зал царства вечной молодости.
Третье задание — найти ключ от книги, где запечатлена история царства вечной молодости. Для этого нужно проникнуть в подводное царство. Здесь юноше приходится прибегнуть к помощи сына царя лгунов, однако после нахождения ключа тот оставляет героя в башне. Оказавшись в безвыходной ситуации, молодец обращается к Дедушке Время, который соглашается помочь, только ставит задачу ответить на три вопроса. Юноша справляется с этим, получает другой ключ и попадает в царский дворец в момент свадьбы.
Тогда правитель царства вечной молодости проводит испытание ключей, в котором юноша выигрывает. Сын царя лгунов погибает. Молодца принимают в царство вечной молодости, после чего играют свадьбу с полюбившей его царевной. Однако царица ставит условие — герой никогда не должен пить из источника горя, тоски и печали. Но утомившись во время свадьбы юноша пробует воду из запретного водоёма, однако царевна соглашается отказаться от бессмертия и прожить со своим возлюбленным обычную человеческую жизнь.

## В ролях
- Мирча Брязу
- Михай Паладеску
- Эманоил Петруц
- Маргарета Погонат
- Николае Секаряну
- Кармен Стэнеску
- Анна Селеш
- Ион Тугеару
- Джордже Мотой
- Николае Бранкомир — Мудрец из Царства вечной молодости